# Bryconamericus ikaa
Bryconamericus ikaa är en fiskart som beskrevs av Casciotta, Almirón och Maria De Las Mercedes Azpelicueta 2004. Bryconamericus ikaa ingår i släktet Bryconamericus och familjen Characidae. Inga underarter finns listade.